# 十大笑星
十大笑星是1985年由吉林省曲艺家协会等单位联合举办的中国境内全国相声演员评选活动。笑星一词自此作为著名相声演员的代名词。
马季、姜昆、李文华、侯耀文、赵炎、高英培、郝爱民、常宝华、石富宽、师胜杰获奖。